# Тропска вриштећа сова
Тропска вриштећа сова (лат. Megascops choliba) мала је врста сове из породице правих сова.

## Распрострањеност и станиште
Живи широм Јужне Америке (укључујући и Тринидад и Тобаго), осим на Андима, сувим пацифичким низијама и на крајњем југу континента. Њен ареал протеже се и кроз Централну Америку у Костарики и Панами. У суштини је веома честа и уобичајена врста - у већем делу свог ареала једна од најчешћих врста сова и вероватно најчешћа вриштећа сова у тропима. Насељава широк спектар шумских станишта, од суве катинге до густих тропских шума, па чак и градске паркове.

## Опис
Ова полиморфна врста сове је веома разноврсна када је у питању обојеност, с тим да је углавном сивкасто-браон боје или (ређе) браон или риђе боје, али увек са релативно дистинктивном црном ивицом фацијалног диска и са жутим очима. Висине је између 21 и 23 центиметара, а тешка 97-160 грама.

## Понашање

### Исхрана
Тропска вриштећа сова хвата плен из заседе, тако што чека на некој грани или другом узвишењу и када спази плен обрушава се на исти, мада се неретко дешава да иде у потрагу и да хвата плен док лети. Ова сова се примарно храни инсектима, који чине 66% њеног плена, али и малим кичмењацима, који чине 33% њене исхране. Када је реч о бескичмењацима, тропска вриштећа сова храни се глистама, скорпијама, пауцима, косцима и разним врстама инсеката, укључујући бубашвабе, термите, скакавце, црвчке, ровце, гусенице и мраве. С друге стране, од кичмењака се на њеном менију могу наћи мале жабе, змије, птице, опосуми, слепи мишеви и разни глодари.

### Репродукција
Мужјак обично почиње да пева у августу или почетком септембра. Удварање се углавном догађа током септембра. Мужјак обезбеђује место за гнежђење, а то је углавном нека природна шупљина, старо гнездо неке друге птице или шупљине детлића. Женка полаже једно до три (понекад чак и шест) јаја. Ако се осећа угрожено током лежања на јајима, женка ће лећи на јаја леђима и уперити канџе према потенцијалној опасности. Такође се може десити да ова сова у лету нападне и човека својим канџама, ако он представља опасност по њу.
Младунци тропске вриштеће сове прекривени су белим паперјем, проређеним на леђима, док су њихове ноге и стопала бледе розе боје. Кљун им је бисерне сиве боје, док су очи затворене приликом излегања и почињу да се отварају након шест дана, да би се у потпуности отворила након десет дана. Младунци почињу да добијају перје након месец дана од излегања.

## Подврсте
M. c. choliba (Vieillot 1817)
Живи у јужном Мато Гросоу и Сао Паулу, Бразил, јужно до источног Парагваја.
M. c. luctisomus (Bangs and Pernard 1921)
Насељава пацифичке обале у Костарики јужно до Панаме.
M. c. margaritae (Cory 1915)
Ограничена на подручје острва Маргарита на северу Венецуеле. Светлија од номиналне подврсте choliba.
M. c. crucigerus (Spix 1824)
Појављује се од источне Колумбије, Венецуеле и Тринидада па источно источно до Гвајане и јужно до источног Перуа. Перје јој је ишарано жућкастим тачкама.
M. c. duidae (Chapman 1929)
Ограничена на подручје шумовитих падина планина Дуида и Неблина у јужној Венецуели. Веома тамна подврста са прилично јединственим шарама на глави и врату. Једина је подврста тропске вриштеће сове са белом траком дуж врата. Можда чак представља и посебну врсту.
M. c. decussatus (Lichtenstein 1823)
Јавља се у централном и јужном Бразилу. Мања и блеђа од подврсте crucigerus, са беличастим тачкама на телу.
M. c. uruguaiensis (Hekstra 1982)
Насељава југоисточни Бразил (Санта Катарина, Рио Гранде до Сул), североисточну Аргентину и Уругвај. Пруге на доњем делу тела су прилично изражене. Перје је претежно риђе боје.
M. c. surutus (L. Kelso 1941)
Живи у Боливији. Светлије риђе боје од подврсте crucigerus, а пруге и шаре се мање јављају него код поменуте подврсте.
M. c. wetmorei (Brodkorb 1937)
Насељава Парагвај и Аргентину, јужно до Мендозе и северног дела Буенос Ајреса. Тамнија од подврсте decussatus, а доњи део тела је прљавије наранџастобраон боје.